# Harry Tañamor
Harry Tañamor (* 20. August 1977 in Zamboanga City) ist ein philippinischer Boxer. Er ist mehrmaliger Medaillengewinner bei internationalen Wettkämpfen im Halbfliegengewicht (bis 48 kg).

## Karriere
Der Rechtsausleger Tañamor gewann jeweils bei den Boxweltmeisterschaften 2001 und 2003 die Bronzemedaille.
Er nahm für sein Land an den Olympischen Spielen 2004 teil. Hier besiegte er in der ersten Runde Scheralij Dostijew aus Tadschikistan, verlor aber anschließend seinen Kampf gegen den Südkoreaner Hom Mu-won.
Bei den Boxweltmeisterschaften 2007 in Chicago gewann er im Viertelfinale gegen den Lokalmatador Luis Yáñez und im Halbfinale gegen den Thailänder Amnat Ruenroeng. Im Finale musste er sich dem mehrmaligen Weltmeister und Olympiadritten von 2004 Zhou Shiming geschlagen geben. Durch den Einzug ins Viertelfinale der Weltmeisterschaften sicherte er sich auch einen Startplatz bei den Olympischen Spielen 2008. Dort schied er bereits in der ersten Runde gegen Manyo Plange aus Ghana aus.